# لاك بازينيه (كيبك)
لاك بازينيه (بالإنجليزية: Lac-Bazinet, Quebec)‏ هي منطقة سكنية تقع في كندا في Antoine-Labelle Regional County Municipality. يقدر عدد سكانها بـ 0 نسمة ومساحتها 1,685.50 كم2 .